# چنای

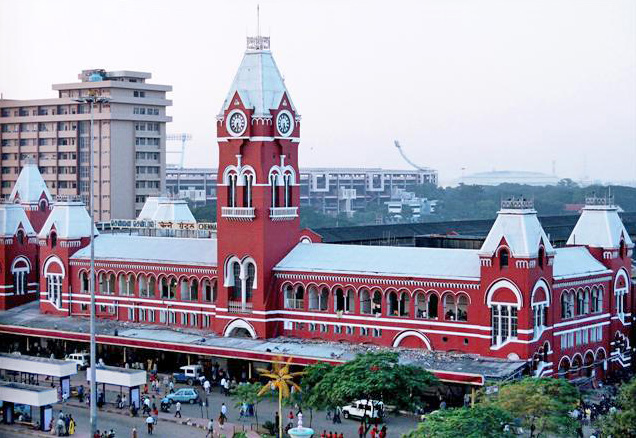
ایستگاه مرکزی قطار در چنای

چِنای (به تامیل: சென்னை؛ _ به انگلیسی: Chennai) (نام رسمی پیشین: مَدراس (به هندی: मद्रास) - (به انگلیسی: Madras)) کلان‌شهری در کشور هند است. این شهر در واقع مرکز یا پایتخت ایالت تامیل نادو است. چنای جزو مناطق شهری پرجمعیت هند به‌شمار می‌آید و دارای رتبه چهارم در این کشور است. این منطقه در ساحل کوروماندل در خلیج بنگال واقع شده و کل جمعیت آن در حدود ۴٫۳۴ میلیون نفر ارزیابی شده‌است.
این شهر ۳۶۸ سال قدمت داشته و ۳۴اُمین شهر بزرگ دنیا از لحاظ جمعیتی و مساحتی است.
چنای همچنین مرکز صنعتی و بازرگانی بزرگی است و بخاطر میراث فرهنگی‌اش و معماری معابدش شناخته شده‌است. این منطقه همچنین کانون فعّالیت موسیقی کلاسیک هند و اجرای (زنده) رقص است.
چنای همچنین به عنوان مرکز و پایتخت اتومبیل‌سازی هند در نظر گرفته می‌شود. صنایع اتومبیل‌سازی در این شهر پایگاه‌های زیادی داشته و قسمت اصلی وسایل نقلیه هند در این شهر تولید می‌شود. این امر منجر به این شده که چنای موسوم به دیترویت جنوب آسیا شود. این منطقه همچنین تبدیل به مرکز اصلی کاریابی از غرب شده. ساحل مارنیا به طول ۱۲ کیلومتر، ساحل شرقی شهر را تشکیل داده و در واقع یکی از بزرگ‌ترین سواحل دنیا است. این شهر همچنین بخاطر رویدادهای ورزشی و میزبانی رقابت‌های مهم شناخته شده، از جمله مسابقات تنیس آزاد چنای. اتحادیه تنیس حرفه‌ای نیز در این شهر قرار دارد.
چنای همچنین یکی از نادرترین شهرها از بابت میزبانی از پارک‌های ملی از جمله پارک ملی گوئیندی در طول محدوده شهر به‌شمار می‌رود.

## نام
مَدراس از «Madraspatnam» مشتق شده که در واقع محلّی بوده که به وسیلهٔ کمپانی هند شرقی انتخاب گشته و آن‌هم برای استقرار و امکان ثابت در ۱۶۳۹ شهر کوچک دیگر «چناپاتنام» می‌باشد که چسبیده به جنوب این منطقه می‌باشد. در دورة زمانی کوتاهی این ۲ شهر با هم ادغام شدند و کلمه «مَدراس» به وسیلهٔ بریتانیایی‌ها انتخاب شد. اگر چه هنوز هم افراد محّلی عادت به گفتن «چناپاتنام» یا «چناپوری» دارند. این شهر از لحاظ جغرافیائی در اوت ۱۹۹۶ دوباره به نام «چنای» نامگذاری شد.
این عقیده وجود دارد که نام پرتغالی محلّی «مادره دی سوس» بعد از اقتدار کامل پرتغالی‌ها که جزو اولین مهاجران در سال ۱۵۰۰ بوده‌اند، در اینجا شهره شده‌است. همچنین با وجود اینکه «چنای» اسم دو ناحیه‌است و در زبان تامیلی موجود می‌باشد، پیشنهادهایی نیز وجود داشته که «چنای» یک اسم تامیلی نیست.

## تاریخچه
منطقه اطراف چنای دارای خدمات مهم زیادی از جمله اداری، نظامی بوده و مرکز اقتصادی مهّمی نیز بوده‌است که سابقه آن به قرن اول میلادی بر می‌گردد. قانونگذاری این منطقه به وسیلهٔ پادشاهی جنوب هند انجام می‌شده سلسله‌های قابل ذکری چون پالاوا، سلسله کولا و پاندیا و همین‌طور امپراطوری ویجایناگار شهر مایلاپور حالا قسمتی از متروپولیس شده و در واقع در زمان‌های قبل جزء اصلی پادشاهی پالاوا بوده.
زمانی که پرتغالیها در سال ۱۵۲۲ میلادی وارد این سرزمین شدند، بندری ساختند و آن را سائوتومه نام نهادند. این منطقه سپس دست به دست بین کمپانی هند شرقی، هلندی‌ها که خودشان آن را نزدیک پولیکات در شمال این شهر در سال ۱۶۱۲ تأسیس کرده بودند می‌گذشت.
در ۲۲ اوت سال ۱۶۳۹ این ناحیه و سرزمین توسط دامرلا و نکاتادری به کمپانی هند شرقی بریتانیا اهداء که «اهل مدراس» نامیده شود. ۱ سال بعد، قلعه سن ژرژ ساخته شد که متعاقباً تبدیل به کانون و مرکز آن منطقه شده و حول شهرهای مستعمره آن سرزمین رشد کرد. در سال ۱۷۴۶، قلعه سن ژرژ و مدراس به وسیلهٔ فرانسوی‌ها تحت نام برتراند- فرانسوا ماهه دلابوردونز تسخیر شد. او شهردار موریتیوس بود، کسی که شهردار غارت کرده و دهکده‌های آن را هم با خاک یکسان کرد. بریتانیا دوباره کنترل شهر را به سال ۱۷۴۹ در دست گرفته و در پی آن به مستحکم کردن و تقویت پایگاه‌های خود برای حملات احتمالی در برابر فرانسویها اقدام کردند همین‌طور در برابر حیدرعلی (۱۷۲۲–۱۷۸۲ میلادی) که سلطان سلسله پادشاهی میسور بود.
تا اواخر قرن ۱۸، ارتش بریتانیا اکثر مناطق حول تامیل نادو و شمال ایالت مدرن شمالی آندراپرداش را فتح نموده بود تا به تأسیس دولت مدرس که پایتخت آن مدراس بود مبادرت بکند. تحت قوانین بریتانیا، شهر به یک کلانشهر مهم و بزرگ و مرکزی و همین‌طور پایگاه نیروی دریایی تبدیل شد. با تأسیس راه‌آهن در هند در اواخر قرن ۱۹، این شهر به دیگر شهرهای مهم هند از قبیل بمبئی و کلکته متصّل شد و بدین ترتیب ارتباطات و تجارت با مناطق دور افتاده تسهیل شد. این شهر در واقع تنها شهر هند بود که به وسیلهٔ نیروهای متحدین در طول جنگ جهانی دوم بدان حمله شد آنهم موقعیکه یک ترمینال نفتی به وسیلهٔ رزمناو سبک آلمانی گلوله‌باران شد. بعد از استقلال هند در سال ۱۹۴۷ این شهر پایتخت ایالت مدراس شد که بعداً در سال ۱۹۶۹ به تامیل نادو تغییر نام داد.
از سال ۱۹۶۵ تا ۱۹۶۷، چنای پایگاه مّهمی برای نگرانی تامیل در برابر تحمیل هندی بود. چنای همچنین شاهد خشونتهای سیاسی به واسطه درگیریهای قومی در سریلانکا بود؛ آن هم بعد از اینکه ۳۳ نفر به وسیلهٔ یک بمب جاسازی شده در سال ۱۹۸۴ در یک فرودگاه به وسیلهٔ ارتش آزادیبخش تامیل کشته شدند و ۲ شهروند هندی به وسیلهٔ ببرهای تامیل نیز در سال ۱۹۹۱ جان باختند.
در سال ۲۰۰۴ سونامی اقیانوس هند ساحلهای چنای را درنوردید و افراد زیادی را هم کشت و به‌طور ثابت خطر ساحلی را تغییر داد.

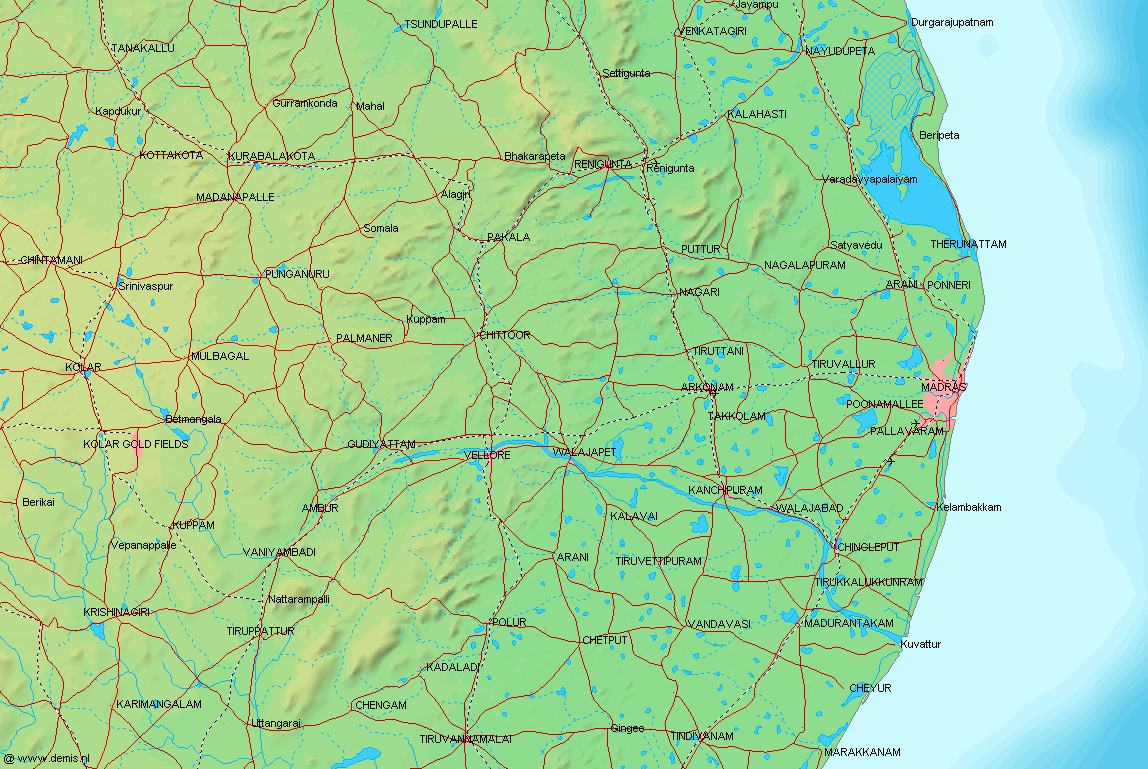
چنای و شهرهای اطرافش

## جغرافیا
چنای در ساحل جنوب شرقی هند و در گوشه شمال شرقی تامیل نادو واقع است. این شهر در فلات ساحلی واقع شده و به عنوان فلات ساحلی شرقی شناخته می‌شود. میانگین ارتفاع ۶ متر بوده و بالاترین نقطه ۶۰ متر یا ۲۰۰ فوت ارتفاع دارد. دو رودخانه از میان چنای می‌گذرد: رودخانه کوم در مرکز منطقه و رودخانه آدیار در جنوب منطقه. هر دوی این رودخانه‌ها با زباله‌ها و آلوده‌کننده‌های مربوط به منابع بازرگانی و داخلی آلوده شده‌اند. رودخانه آدیار نسبت به رودخانه کوم کمتر کثیف می‌باشد که آنهم به‌طور دوره‌ای به وسیلهٔ دولت ایالتی لایروبی و تمیز می‌شود. ناحیه محافظت شده آدیار تشکیل چندین گونه زیستگاه طبیعی از پرنده‌ها و حیوانات را داده‌است. کانال باکینگهام ۴ کیلومتر یا ۳ مایل در داخل سرزمین واقع شده و به صورت موازی تا ساحل امتداد داشته و متّصل به ۲ رودخانه می‌شود. نولاه اوتری در جریان شرق به غرب از میان شمال چنای گذشته و با کانال باکنگهام در پل بیسین تلاقی پیدا می‌کند.
دریاچه‌های متعدّدی در ابعاد و اندازه‌های متغیر در غرب شهر واقع‌اند دریاچه تپه سرخ (Red hill) و دریاچه شولوارام آب مورد نیاز چنای را تأمین می‌کند. منابع آب زیرزمینی به‌طور زیادی شور مزه می‌باشند. منبع آب شور برای جمعیت شهر ناکافی است و از طریق بارانهای موسمی آب مورد نیاز دوباره پر می‌شود. تلاشهایی هم برای لوله‌کشی آب از دیگر منابع وجود دارد از قبیل ویرانام که محّلی غنی از آب در تامیل نادو است، که آنهم از رودخانه کریشنا تغذیه می‌گردد. اقدامات متناوب از قبیل اوسموسیس معکوس و جمع‌آوری آب باران نیز انجام شده. آب‌های زیرزمینی چنای نیز در حال حاضر به مزایده گذاشته شده‌اند تا برای ساختن کارخانه اوسموسیس معکوس (مخالف) با ظرفیت ۱۰۰ میلیون لیتر به ازای هر روز بکار آیند.
زمین چنای متشکلّ از خاک رس، شیل و ماسه سنگ می‌باشد. شهر نیز بر مبنای زمین‌شناسی به ۳ ناحیه طبقه‌بندی شده‌است، مناطق شنی، مناطق خاک رسی و ناحیه سنگ‌های سفت و سخت نواحی شنی در طول کرانه‌های رودخانه و سواحل یافت شده‌اند. نواحی خاک رسی (گلی) بیشتر شهر را پوشش می‌دهد. مناطق سنگ سخت هم شامل گوئیندی و ولاچری، آرامباکام و قسمتی از سایداپت می‌باشد.
در بعضی از مناطق شنی از قبیل تیرو وانمیور، آدیا روکوتیواکام، سانتومه، جرج تادون و باقی‌مانده (منطقه) ساحلی چنای، آب باران با سرعت از صافی رد می‌شود. در نواحی خاک رسی و سنگی، آب باران به آرامی از صافی رد می‌شود اما به وسیلهٔ خاک برای مدت زیادی نگه داشته می‌شود. نواحی خاک رس شامل بامبالام غربی آناناگار، کولاتور و ویروگامباکام می‌باشد.

## آب و هوا
چنای دارای آب و هوای استوایی است و به‌همین دلیل دارای درجه حرارت فصلی متغّیر می‌باشد. همجواری آن با دریا باعث آب و هوای مرطوب و داغ برای آن ناحیه شده آنهم برای بیشتر طول سال بالاترین درجه حرارت در اواخر ماه مه و اوایل ژوئن و معمولاً بین ۳۸ درجه سلسیوس (۱۰۰٫۴ درجه فارنهایت) تا ۴۲ درجه سلسیوس (۱۰۷٫۶ درجه فارنهایت) می‌باشد. هر چند که بعضی اوقات دما تا ۴۵ درجه سانتیگراد بالا می‌رود. دمای متوسط در ماه ژانویه ۲۴ درجه سلسیوس (۷۵ درجه فارنهایت) است اما گاهی دما تا ۱۸ درجه سلسیوس (۶۴ درجه فارنهایت) تقلیل می‌یابد. حداکثر و حداقل دماهای ثبت شده به ترتیب عبارتند از: ۴۷۰۱درجه سلسیوس (۱۱۶٫۸ درجه فارنهایت) و ۱۵٫۸ درجه سلسیوس (۶۰٫۴ درجه فارنهایت).
میزان بارش میانگین سالانه در حدود ۱۳۰۰ میلی‌متر (۴۷٫۲ اینچ) می‌باشد. بیشتر بارش سالیانه باران از بادهای موسمی شمال شرقی می‌باشد آنهم از میانه اکتبر تا میانه دسامبر. گاهی اوقات گردبادهای خلیج بنگال شهر را درمی‌نوردد.

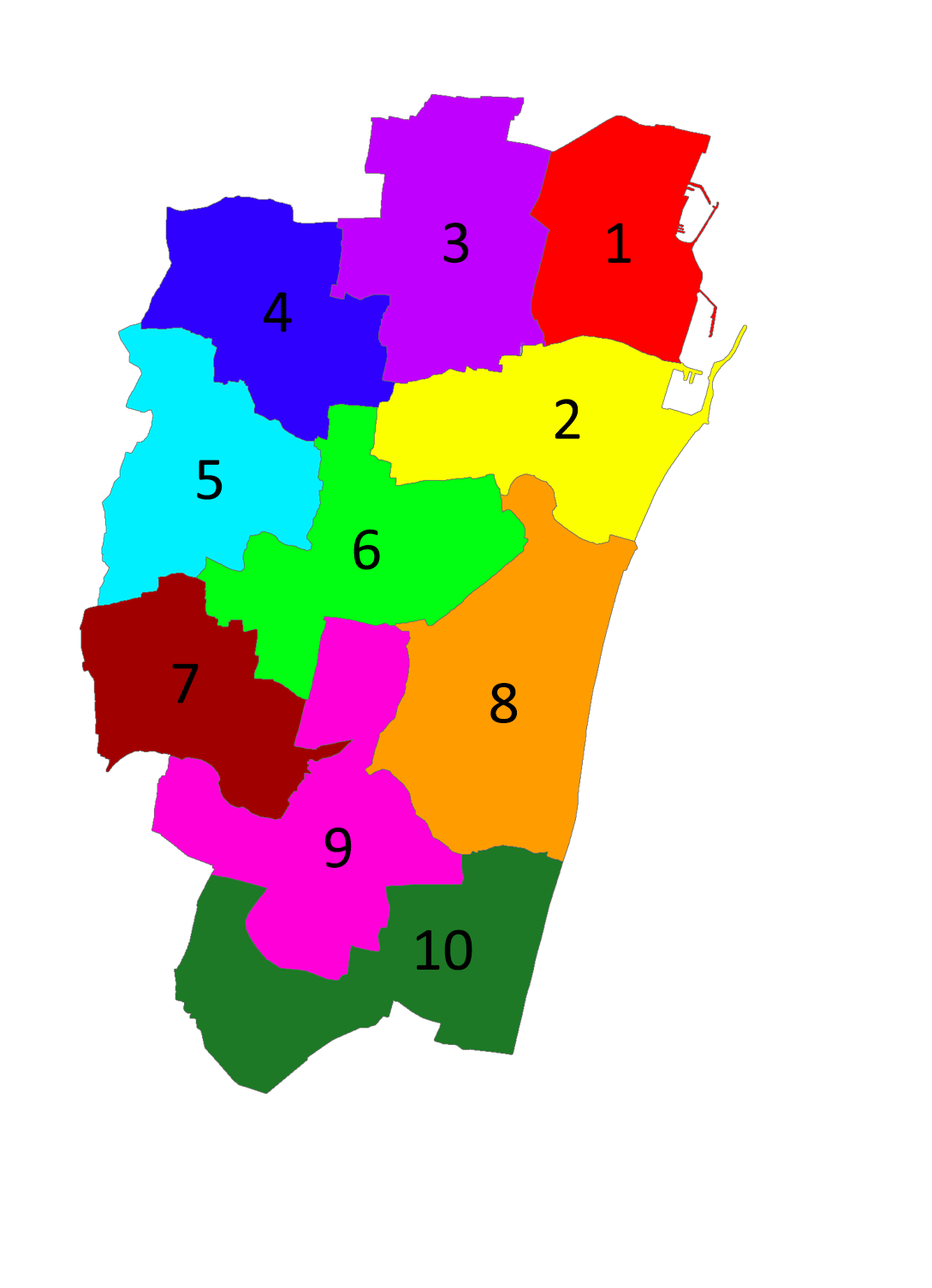
بخش‌های مختلف شهر. 1. Egmore-Nungambakam 2. Fort Tondiarpet 3. Mambalam-Guindy 4. Mylapore-Triplicane 5. Perambur-Purasawalkkam.

## مشخصات شهری
برای مقاصد اجرائی، کلانشهر چنای به ۵ تالوکا تقسیم شده:
1. اگمورنونگامباکام
2. فورت توندیارپت
3. مامبالام گوئیندی
4. میلاپور تریپلیکان
5. پرامبور پوراساوالکام

ناحیه شهری چنای شامل سه ناحیه‌است که مجموعاً چنای یستی نامیده می‌شوند و همین‌طور نواحی کانچیپورام و تیروالور مساحت شهر ۱۷۴ کیلومتر مربع یا ۶۷ مایل مربع می‌باشد.
محدوده ابر شهر مساحتی بالغ بر ۱۱۷۷ کیلومتر مربع یا ۴۵۵ مایل مربع دارد. شهر بر مبنای ساخت و ترکیب به ۴ ناحیه و قسمت اصلی تقسیم شده: شمال، مرکز، جنوب و غرب.
چنای شمالی اساساً ناحیه‌ای صنعتی است. چنای مرکزی قلب تجاری شهر و مرکز شهر می‌باشد. چنای جنوبی و چنای غربی، قبلاً نواحی اقامتی و مسکونی بودند که سریعاً تبدیل به نواحی بازرگانی شدند و از شمار زیادی از شرکت‌های سرمایه‌ای (مالی) و فناوری اطلاعات میزبانی کردند.
شهرک‌های ماهواره و مخابراتی نیز شامل [ماهابالیپورام] در جنوب، چنگال پتو به سمت جنوب غرب کانچیپورام شهر سریپرو مپودار و تیرو والور و آراکونام به سمت غرب می‌باشد.

## مدیریت شهری و ایالتی
شهر چنای به وسیلهٔ تعاونی چنای اداره می‌شود که شامل شهردار و ۱۵۵ مشاور به نمایندگی از ۱۵۵ بخش می‌باشد (که همه آن‌ها مستقیماً به وسیلهٔ ساکنان شهر انتخاب می‌شوند) و یکی از آن‌ها به وسیلهٔ دیگر مشاوران و افراد عضو شورا به عنوان شهردار و معاون شهردار انتخاب می‌شوند. شهردار و معاونش ریاست ۱۰ کمیته را نیز بر عهده دارند. این تعاونی و اتحادیه مراقبت از کارکرد شهری را نیز بر عهده دارد. منطقه شهری چنای بیشتر حومه آن را قسمتی از کانچیپورام و ناحیه تیرو والور می‌باشد را نیز پوشش می‌دهد.
چنای پایتخت تامیل نادو و دولت اجرائی آن نیز می‌باشد و مرکز فرماندهی و ریاست مشروع دولت تامیل نادو هم می‌باشد. دادگاه عالی مدرس، که حوزه استحفاظی آن به اطراف تامیل نادو نیز گسترش می‌یابد، در واقع بالاترین مقام قضائی در ایالت بوده و در داخل شهر واقع است.
چنای همچنین دارای سه پارلمان است. شمال چنای، چنای مرکزی و چنای جنوب اعضای فعلی پارلمان کوپوسامی، دایانیدی ماران و تی آربالو می‌باشند. چنای همچنین ۱۸ عضو در اجلاس قانونی ایالتی را دارا است.
اداره پلیس چنای، دایره تامیل نادو، آژانش قوی و تقویت شده در این شهر می‌باشد. نیروی پلیس شهر به وسیلهٔ کمیسیونر پلیس و رؤسای کنترل حکومتی (اداری) همراه با وزیر داخلی تامیل نادو اداره می‌شود.
ترافیک شهر توسط پلیس ترافیک(CCTP) کنترل می‌شود. امنیت نواحی حومه شهر بر عهده ادارات پلیس Kanchipuram و Thiruvallurاست.

## خدمات شهری
تعاونی یا اتحادیه چنای و شهرداری‌های مختلف حومه این شهر همگی به‌دنبال خدمات شهری هستند. رسیدگی به امور زباله بر عهده خدمات onyx می‌باشد که شرکتی خصوصی است. تدارک آب آشامیدنی و خدمات فاضلاب بر عهده هیئت سازمان مربوطه‌است که آب‌های زیرزمینی را نیز شامل می‌شود. برق نیز به وسیلهٔ هیئت برق تامیل نادو تأمین می‌گردد. خدمات تلفن شهری به وسیلهٔ چهار کمپانی BSNL, tata indicom, Reliance In focomm و Airtel تأمین می‌شود. ۶ شرکت موبایل نیز وجود دارد: هوچ _ BSNL – ایرتل – ایرسل و تاتاایندی‌کام شرکت‌های تلفنی نیز برای دستیابی اینترنت مخابراتی پیشنهادهایی را ارائه می‌دهند. چنانی تنها شهر هند است که مجّهز به سیستم دستیابی مشروط برای تلویزیون کابلی است.

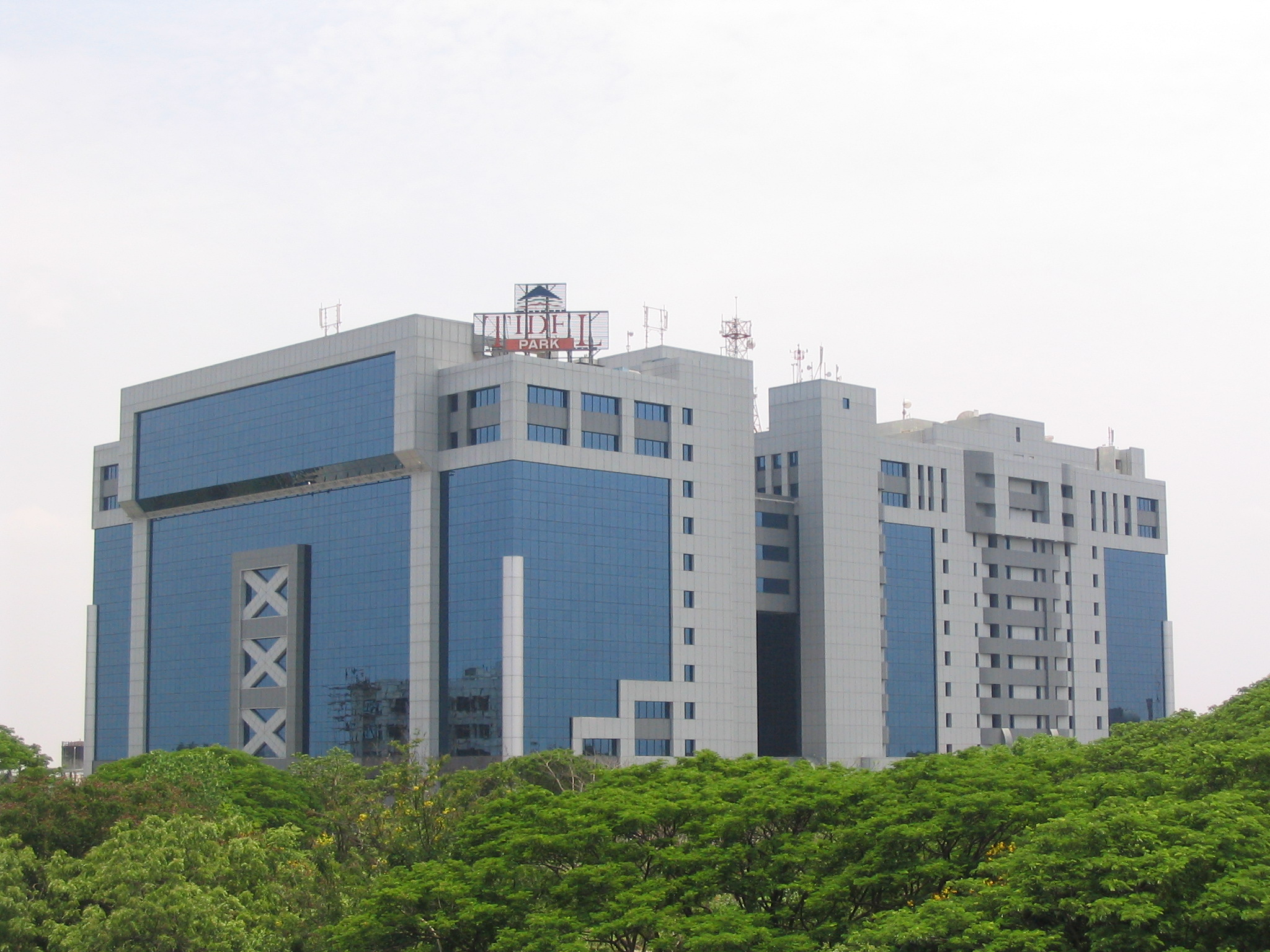
Tidel Park، بزرگ‌ترین پارک نرم‌افزاری چنای

## اقتصاد
چنای دارای مبنای اقتصادی گسترش یافته‌ای است. صنایع اصلی آن اتومبیل‌سازی، خدمات نرم‌افزاری، تولید سخت‌افزار و خدمات مالی می‌باشد. دیگر صنایع مهم آن شامل پتروشیمی و نساجی است. بندر چنای و بندر انور سهم زیادی در اهمیت این صنایع دارند. شهر دارای بازار بورس کامپیوتری می‌باشد که معروف بهبازار بورس مدرس است. چنای دارای چهارمین رتبه از لحاظ تولید ناخالص شهری در هند است.
از اواخر دهه ۹۰ به بعد، توسعه نرم‌افزار و فرایند بازرگانی و اخیراً تولید، ظهوری تازه در اقتصاد شهر داشته چنای دارای بیشترین نرخ جذب برای خدمات فلات قاره بوده‌است آنهم براساس شاخص سال ۲۰۰۵ مربوط به جذب خدمات شهری تعاونی‌ها.
ارائه دهندگان خدمات نرم‌افزاری مانند
اینفوسیس، TCS ویپرو، کوگنیزانت، Satyam، و HCL, EDS, CSC, IBM، ورایزون، اکسنچر، سان مایکروسیستمز وHP در شهر نمایندگی دارند. IT Corridor در جاده قدیمی Mahabalipuram در جنوب شهر دارای چندین پارک نرم‌افزار است. Mahindra World City یک منطقه آزاد تجاری در حومه چنای است که یکی از بزرگ‌ترین پارک‌های نرم‌افزاری جهان در آن در حال ساخت است.
شرکتهای چند ملّیتی ای مثل دل، موتورولا، سامسونگ، زیمنس، فلکس ترونیکس و فاکسکن در حال بررسی فرایند تأسیس کارخانجات تولیدی سخت‌افزاری الکترونیکی در اینجا می‌باشند و اریکسون و آلکاتل دارای تحقیق و توسعه و تسهیلات آن در شهر بوده‌اند و شرکت تگزاس اینسترومنتس تسهیلاتی در امر خط لوله شهر پدیدآورده‌است.
چنای پایگاهی برای ۴۸٪ از اجزای صنایع اتومبیل‌سازی هند بوده و ۲۹ درصد از صنعت کل وسایل نقلیه هند را تشکیل می‌دهد. شمار بزرگی از شرکت‌های اتومبیل در هند دارای پایگاهی در چنای می‌باشند. چندین شرکت جهانی اتومبیل‌سازی نیز از قبیل شرکت هیوندای موتور شرکت فورد موتور میتسوبیشی TVs و شرکت فورد موتور کاترپیلار دارای کارخانه تولیدی در این شهر می‌باشند. شرکت هیوندائی در فرایند تأسیس کارخانه تولید موتور در شهر کاملاً درگیر می‌باشد. شرکت نازااتو نیز به ساخت کارخانه‌ای با سرمایه‌گذاری ۲۵۹ میلیون دلاری اقدام نموده‌است.
کارخانه وسایل نقلیه سنگین آ او دی به تولید وسایل نقلیه نظامی، شامل تانک رزمی، آرخون مشغول می‌باشد. کارخانه تولید واگن و لوکوموتیو به صنعت راه‌آهن هند کمک زیادی می‌کند.
چنای مرکزی مهّم برای بانکداری و سرمایه‌گذاری اعتباری می‌باشد. در حال حاضر سه بانک ملّی مهم بانک‌های بازرگانی و بانک‌های مشارکتی در این محل واقع است. چندین بانک اعتباری بزرگ و شرکت بیمه دارای دفاتر سرپرستی در شهر چنای می‌باشند. اغلب بانک‌های هندی چند ملّیتی در این شهر واقع‌اند.
دیگر تسهیلات تولیدی مهم از تولید کوچک تا تولیدات بزرگ صنعتی مثل پتروشیمی و کارخانجات خودرو در اینجا فعّالیت دارند. این شهر همچنین دارای صنعت وسایل یدکی و چرم می‌باشد. چنای همچنین میزبان صنعت تصویر متحرک و ضبط موسیقی می‌باشد که دومین شهر بزرگ در مورد صنعت سرگرمی می‌باشد.

## جمعیت
ساکنان چنای «چنایتیس» نامیده می‌شوند. همان‌طور که در سال ۲۰۰۱، جمعیت آن ۲/۴ میلیون نفر بود، جمعیت کل آن با حومه حدود ۴/۶ میلیون نفر بود. جمعیت کل آن با حومه در حدود ۷ میلیون نفر در سال ۲۰۰۶ تخمین زده شده‌است.
پراکندگی جمعیت در شهر به ازای هر کیلومتر مربع حدود ۲۴۴۱۸ نفر می‌باشد. نسبت جنسیت آن ۹۸۴ زن به ازای هر ۱۰۰۰ مرد می‌باشد که کمی بالاتر از میانگین ملّی ۹۳۴ می‌باشد. جمعیت شهر نیز براساس شرایط زندگی و رفاهی طبقه‌بندی شده‌است.
متوسط سواد مردم ۸۰٫۱۴ است. که بسیار بالاتر از میزان ۵۹٫۵ درصد در کل کشور است. ۱۸ درصد جمعیت شهر در مناطق پایین شهر و خرابه‌ها زندگی می‌کنند.
یکی از مشکلات که چنای با آن روبروست رشد بیش از حدّ جمعّیت بوده و موجب کمبود آب شده و افراد ساکن در آسمانخراش‌ها معمولاً راضی به این شرایط نیستند.

## زبان
اکثریت افراد ساکن در چنای تامیلی می‌باشند و به زبان تامیلی صحبت می‌کنند. افراد زیادی نیز به انگلیسی تکلّم می‌کنند؛ اغلب هنگام کار، تجارت و تحصیل، زبان تامیلی در چنای با بکار بردن لغات انگلیسی همراه‌است. همچنین میزان قابل توجّهی گویشور به زبان‌های مالایائی، تلوگو و اردو وجود دارد.

## فرهنگ

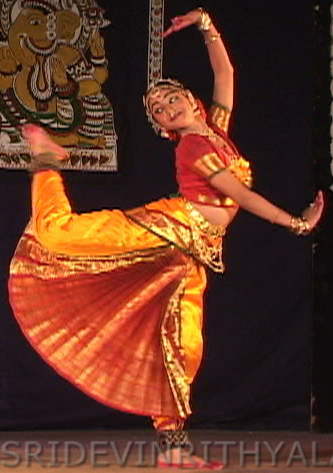
Bharata natyam حرکات سنتی

فرهنگ چنای بازتاب جمعیت آن می‌باشد. این شهر بخاطر نمایش رقص کلاسیکش شناخته شده می‌باشد و همین‌طور بخاطر معابد هندوهایش هر سال در ماه دسامبر چنای بمدت ۵ هفته فصل موسیقی مدرس را برگزار می‌کند که به عنوان بزرگ‌ترین رویداد فرهنگی جهان تشریح شده‌است. صدها هنرمند در شهر و اطراف آن حرکات موزون (kutcheries) مربوط به موسیقی سنتی کارناتیک را اجرا می‌کنند. چنانی همچنین بخاطر رقص کلاسیک هندیش باراتاباتیام معروف می‌باشد که در واقع رقص رسمی تامیل نادو می‌باشد. یک مرکز فرهنگی مهم برای باراتاناتیام، کالاکشترا و سانسکریت می‌باشد که در ساحل جنوبی شهر واقع شده‌است.
چنای همچنین دارای سالن تئاتر می‌باشد که با شمار بزرگی از بازیگران تامیلی همراه‌است. تئاتر این شهر به دو نوع صبحا و غیر صبحا تقسیم می‌شود که اولی بیشتر کمدی و سیاسی است و دومی بیشتر شامل اجراهای جدی تر و تاریخی است.
مدارس و کالج‌های هنری که culfest خوانده می‌شوند محل مناسبی برای بروز استعداد جوانان هنرمند شهر است. همچنین گروه‌های متأثر از فرهنگ غرب نیز به فعالیت می‌پردازند.
چنای پایگاهی برای صنعت سینما می‌باشد که اصطلاحاً کالی وود نامیده می‌شود و این نام از مرکز تهیه فیلم‌های سینمایی با نام Kodambakkam به عاریت گرفته شده‌است. صنعت سینما در این شهر سالانه ۳۰۰ فیلم را روانه بازار می‌کند.
چنای هر ساله شماری از فستیوالها را برگزار می‌کند. پونگال در ماه ژانویه برگزار می‌شود که مهم‌ترین فستیوال در طول سال است. آغاز سال نو در فرهنگ تامیل ۱۴ آوریل است که با جشن‌های بسیار در این منطقه همراه‌است. این شهر شهری چند فرهنگی است و تقریباً تمامی مراسم‌های دینی مانند دیوالی، عید فطر و کریسمس در آن جشن گرفته می‌شود.
چنای رستوران‌های معروفی دارد که اغلب غذاهای سنتی برنج‌دار را عرضه می‌کنند مانند پونگال، دوسا، ایدلی و وادا که با قهوه بسیار تلخ هندی عرضه می‌شوند. این نوع از غذاها با ناممدرس کافه در سراسر هند معروف هستند.
طبق سفرنامه حافظ محمد کرناتکی و تصحیحش پر پنجاه سفرنامه حج قجری توسط رسول جعفریان، احتمالاً تأثیر شدیدی فرهنگ ایرانی-شیعی در سده ۱۳ هجری داشته‌است.

## حمل و نقل

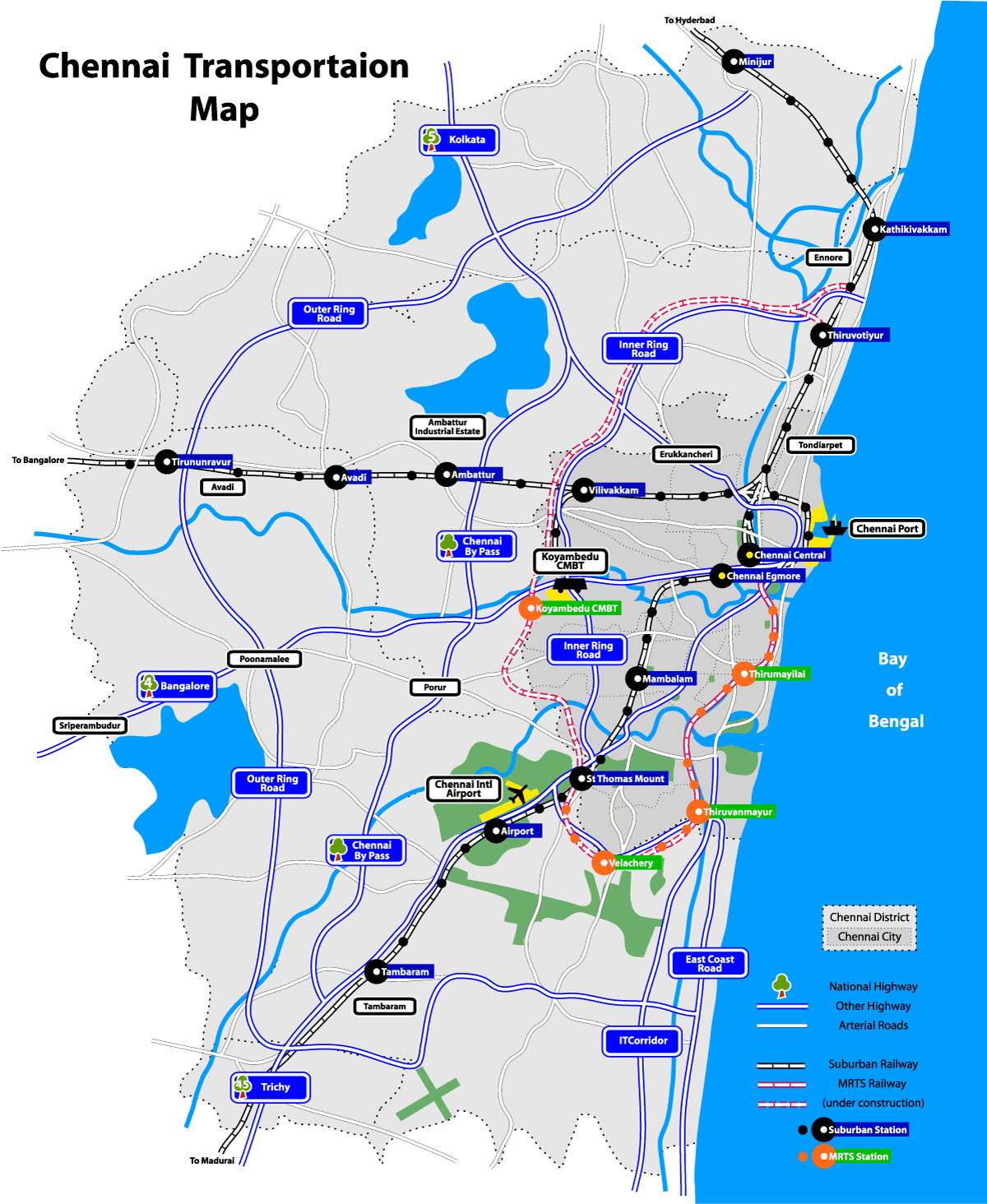
نقشه راه‌ها و خط آهن در منطقه چنای

حمل و نقل به صورت عمومی به عنوان «دروازه ورود به جنوب هند» نامیده می‌شود. چنای به خوبی به سایر نقاط دنیا و دیگر بندرهای هند متصّل شده ۵ بزرگراه اصلی هند این ناحیه را به کلکته، بنگلور، تریچی، تیرووالار و پوندیچیری متصّل می‌کند.

### جاده‌ای
ترمینال اتوبوس‌های موفوسیل چنای (CMBT) بزرگ‌ترین ترمینال لتوبوس‌های بین شهری در جنوب آسیا است. ۷ وزارتخانه مالک اتحادیه حمل و نقل بوده و آن صنعت را در داخل شهر راه‌اندازی کرده‌اند. در واقع این مالکان خدمات اتوبوس شهری به شهر چنای و خارج از آن را کنترل می‌کنند.

### هوایی
فرودگاه بین‌المللی چنای هم در بخش پروازهای داخلی و هم بین‌المللی به ارائه خدمات مشغول می‌باشد. شهر متصّل به مراکز اصلی جنوب آسیا است. خطوط هوایی امکان مسافرت به اروپا، نواحی مختلف آسیا و آمریکای شمالی را فراهم می‌آورند. این فرودگاه همچنین دومین ترمینال پرکار حمل و نقل در کشور هند است.

### قطار
همچنین دو ترمینال اصلی راه‌آهن شامل ایستگاه مرکزی چنای است که بزرگ‌ترین ایستگاه راه‌آهن می‌باشد که دارای قطار به تمامی شهرهای اصلی مثل مومبای، کلکته، بنگلور، دهلی و حیدرآباد است. اتوبوسها و قطارها رایج‌ترین شکل حمل و نقل عمومی می‌باشند.

### مترو
متروی چنای در سال ۲۰۱۵ تأسیس شده و هم‌اکنون دارای ۲ خط و ۱۳ ایستگاه می‌باشد.

## رسانه‌ها
چنای دارای ۶ گروه اصلی صنعت چاپ می‌باشد که حدود ۸ روزنامه اصلی و مجله را به چاپ می‌رسانند. روزنامه روزانه انگلیسی به نام
هندو (روزنامه)، The New Indian Express, The Deccan Chronicle
و روزنامه عصر The Trinity Mirror و The News Today از آن جمله‌اند.
روزنامه‌های تجاری اصلی روز از این قرارند: ایکانامیک تایمز، The Hindu Business Line, Business Standard' و The Financial Express
مهم‌ترین روزنامه‌های تامیل عبارتند از:
Dina Thanthi, Dinakaran, Dina Mani, Dina Malar, Tamil Murasu Makkal Kural وMalai Malar روزنامه هندیRajasthan Patrika و روزنامه تلوگوی  Eenadu  و در چنای چاپ می‌شوند.
علاوه بر این روزنامه‌های محلی مهمی در این شهر وجود دارند: The Annanagar Times و The Adyar Times.
مجله‌های مهم شهر عبارتند از: 'Ananda Vikatan, Kumudam, Kalki, Kungumam, Frontline و Sportstar
Doordarshan
دو کانال تلویزیونی و دو کانال ماهواره‌ای را از چنای هدایت می‌کند. کانال‌های ماهواره‌ای خصوصی تامیل در چنای عبارتند از:
Sun TV, Raj TV، Star Vijay و Jaya TV
شهرداری ۲ ایستگاه رادیویی AM و ۸ ایستگاه رادیویی FM دارد که توسط Anna University, All India Radio و شرکت‌های خصوصی اداره می‌شوند. ایستگاه‌های رادیویی FM عبارتند از: Anna University FM (۹۰٫۴)، Radio City (۹۱٫۱)، Big FM (۹۲٫۷)، Suryan FM (۹۳٫۵)، Radio Mirchi(۹۸٫۳)، AIR Gold FM (۱۰۵٫۰)، Hello FM (۱۰۶٫۴)و FM Rainbow (۱۰۷٫۱).

## آموزش و آموزش عالی
مدارس در چنای بوسیله دولت تامیل نادو به‌صورت عمومی یا خصوصی اداره می‌شوند و برخی از آن‌ها هم با کمک مالی دولت اداره می‌شوند. متوسط آموزش و پرورش در مدارس خصوصی به زبان انگلیسی است. دولت، مدارس را با پیشنهاد انگلیسی بودن و تامیلی بودن اداره می‌کند، هر چند که مدارس انگلیسی بوسیله اکثریت ترجیح داده می‌شود. مدارس خصوصی معمولاً به عضویت هیئت ملی ایالت تامیل نادو در می‌آیند. سن مدرسه هم از سه سالگی شروع می‌شود. بعد از ۲ سال کودکستان و ۱۲ سال مدرسه رفتن، دانش آموزان به دوره‌های حرفه‌ای یا غیر حرفه‌ای دانشگاهی رهنمون می‌شوند.

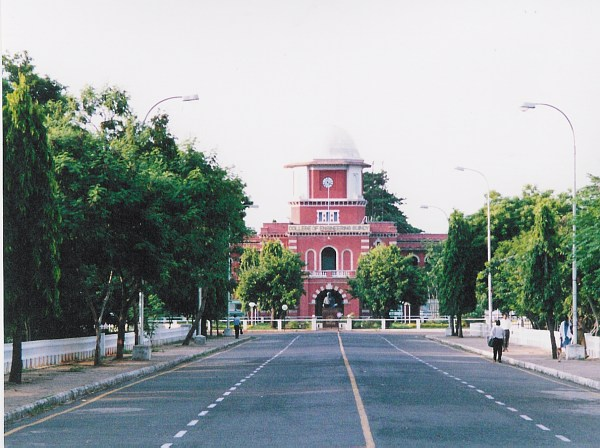
Anna University درب ورودی

دانشگاه مدرس هند تأسیس ۱۸۵۷ دارای ۳ دانشکده می‌باشد که شامل تجارت، علوم و هنر هستند. اکثریت غالب دانشگاه‌های شهر به عضویت دانشگاهی ملی درآمده‌اند و برنامه‌ها و رشته‌های پزشکی، حقوق، علوم و هنر را ارائه می‌دهند.
برخی از دانشگاه‌های قدیمی شهر عبارتند از: Madras Christian College (۱۸۳۷)، Presidency College (۱۸۴۰)، Pachaiyappa's College (۱۸۴۲)، the Madras Medical College (۱۸۳۵)، StanleyMedical College (۱۹۳۸) و Vivekananda College (۱۹۴۸)، New College Chennai (۱۹۵۱)
که همه در ابتدا به دانشگاه مدرس وابسته بوده‌اند.
دیگر مراکز آموزشی مستقل و مهم عبارتند از: Women's Christian College (۱۹۱۵)، Loyola College, Chennai (۱۹۲۵)، Stella Maris College، (۱۹۴۷) National Institute of Fashion Technology (۱۹۹۵)، Asian College of Journalism (۲۰۰۰) و Madras School of Social Work (۱۹۵۲).
انستیتو فناوری مدرسIndian Institute of Technology (IIT) Madras (۱۹۵۹) در جنوب شهر واقع شده و از لحاظ بین‌المللی دارای آوازه و شهرتی زیاد آنهم به خاطر برنامه‌های مهندسی می‌باشد. در نزدیکی آن دانشگاه آنا قرار دارد که از به هم پیوستن این دانشگاه‌ها به وجود آمده‌است:
College of Engineering, Guindy (۱۷۹۴)، Madras Institute of Technology (۱۹۴۹)، Alagappa College of Technology (۱۹۴۴) و School of Architecture and Planning (۱۹۵۷).
تقریباً تمامی دانشگاه‌های تامیل نادو که دارای رشته‌های مهندسی، فنی و معماری هستند به دانشگاه آنا وابسته‌اند. بقیه دانشگاه‌ها مستقل هستند.
Dr. Ambedkar Government Law College دانشگاه حقوق معروف تامیل نادو است که در سال ۱۸۹۱ تأسیس شده‌است. Madras Medical Collegeدر سال۱۸۳۵ تأسیس شده‌است.
و یکی از مهم‌ترین دانشگاه‌های علوم پزشکی شبه قاره هند است.
Stanley Medical College, Kilpauk Medical College وSri Ramachandra Medical College and Research Institute
از دانشگاه‌های علوم پزشکی مهم شهر هستند. Madras Veterinary College که در سال۱۹۰۳ تأسیس شده اولین دانشکده دامپزشکی هند بوده‌است.
[کتابخانه عمومی کانمارا] در ۱۸۹۰ ساخته شد که یکی از چهار مرکز ملّی می‌باشد. این مرکز هر روزه یک کپی از تمامی روزنامه‌ها و کتاب‌های منتشر شده در هند را دریافت می‌کند. همچنین مرکز اعلان اطلاعات یونسکو نیز می‌باشد.

## ورزش
کریکت رایج‌ترین ورزش در چنای می‌باشد. استادیوم چیدا مبارام سابقاً تحت عنوان کلوب کریلت مدرس در چپائوک واقع شده و به صورت عمومی MAC نامیده می‌شود، یکی از قدیمی‌ترین استادیومهای کریکت در هند است که در سال ۱۹۱۶ ساخته شده‌است. ظرفیت آن ۵۰ هزار نفر بوده و در واقع میزبان تیم اتحادیه کریکت تامیل نادو می‌باشد. این استادیوم بخاطر لیست رکوردها مشهور است که شامل اولین پیروزی برای تیم هند در سال ۵۲–۱۹۵۱ بود آنهم موقعیکه انگلستان را شکست دادند. اما بیشتر از رکوردها، این جوّ ورزشگاه و تماشاگران می‌باشد که زبانزد کشور هند است. این مسئله در تشویق ورزشکاری چون سعید انور در جام ۱۹۹۷ و برد پاکستان در مسابقه دوستانه سال ۱۹۹۹ کاملاً واضح بود. حتی جمعیت زیاد پاکستانی‌ها تشویق‌های هندی‌ها در مسابقه را ستودند. زمین کریکت Chemplastدر IIT Madras از مراکز مهم ورزشی است.
تنیس در چنای طرفداران زیادی دارد. زمین اصلی تنیس استادیوم مرکزی تنیس SDAT گنجایش حدود ۶۰۰۰ نفر را دارد. در این استادیوم مسابقات تنیس آزاد مجمع حرفه‌ای‌های تنیس Chennai Openبرگزار می‌شود. این تورنومنت در سال دوم برگزاری از سوی مجمع حرفه‌ای‌های تنیس به عنوان بهترین تورنومنت جدید معرفی شد. چنای در تنیس قهرمانان زیادی دارد مانند:.Vijay Amritrajو راماناتان کریشنان، رامش کریشنان، ماهش بوپاتی
Leander Paes در چنای تمرین کرده و آموزش دیده‌است.
استادیوم دادهاکریشنان مرکزی برای مسابقات هاکی می‌باشد با ظرفیت ۴۰۰۰ نفر. Chennai Veerans لیگ اصلی هاکی در چنای است. در سال ۲۰۰۵ این استادیوم مسابقات جهانی را با حضور ۶ تیم برتر جهان برگزار کرد.
استادیوم جواهر لعل نهرو نیز دارای ۴۰ هزار صندلی بوده و از ورزشهای رقابت فوتبال و دو و میدانی میزبانی می‌کند. این تجمع ورزشی میزبان استادیوم‌های سر پوشیده زیادی با ظرفیت ۸ هزار نفر می‌باشد که شامل والیبال، بسکتبال، و تنیس روی میز می‌باشد. چنای همچنین میزبان مسابقات فدراسیون آسیای جنوبی(SAF) Games ۱۹۹۵ بوده‌است.
کورس اسبدوانی گوئیندی نیز برای این مسابقات در سال ۱۷۷۷ تأسیس شد. موتورسواری و رویدادهای آن در مجموعه سریپورو مبودور برگزار می‌شود. باشگاه قایقرانی مدرس نیز در سال ۱۸۶۷ در Basin Bridge افتتاح شد. این شهر دارای ۲ زمین گلف ۱۸ حفره‌ای می‌باشد: مین‌های بازی Cosmopolitan Club& Gymkhana Club که هر دو باشگاه که در قرن ۱۹ افتتاح شده‌اند.
چنای همچنین در سال ۲۰۰۶ میزبان مسابقات قهرمانی شمشیربازی کشورهای مشترک‌المنافع بود.